# 夏目妃菜
夏目 妃菜（なつめ ひな、9月13日 - ）は、日本の女性声優。東京都出身。青二プロダクション所属。

## 略歴
席替えで自分の前の座席の人物がオタクであったことから互いに同じアニメが好きで話が盛り上がった。その時に職業としての声優を教えてもらい、「自分もやってみたいな」と思い、事務所に合格したことで声優を目指した。

## 人物
台本を持って画面を見て演技をするため、どうしても「キャラクターの目線」ではなく「キャラクターを見ている人の目線」で芝居をしてしまった。「自分が見なければいけない目線が違う」と気づいてからは、「キャラクターの目線」を大事にしているという。
負けヒロインや噛ませ犬などのいわゆるおいしい負け役が好きな役柄だという。
資格・免許は英検2級。
趣味・特技は競技かるた、ウィンドウショッピング、歌唱。

## 出演
太字はメインキャラクター。

### テレビアニメ
2019年
- ゲゲゲの鬼太郎（第6作）（女の子）

2020年
- フルーツバスケット（男の子）
- もっと!まじめにふまじめ かいけつゾロリ（2020年 - 2022年、アン、女性B、花嫁） - 3シリーズ
- ポケットモンスター（2020年 - 2022年、エバ、バチンキー）

2021年
- SK∞ エスケーエイト（ギャラリー）
- ONE PIECE（2021年 - 2024年、正義の味方、子供、研究員）
- ちびまる子ちゃん（2021年 - 2023年、女子2、通行人の女性）
- 僕のヒーローアカデミア（2021年 - 2024年、女性、女性市民、女子生徒、看護師、女生徒 他） - 3シリーズ
- 忍たま乱太郎（2021年 - 2022年、女）

2022年
- ラブオールプレー（女子部員2）
- アイドリッシュセブン Third BEAT!（女子高校生）

2023年
- NieR:Automata Ver1.1a（2023年 - 2024年、機械生命体、妹ロボ、信者、オペレーター、ヨルハ隊員 他） - 2シリーズ
- クールドジ男子（女性）
- 彼女が公爵邸に行った理由（エルマ）
- 【推しの子】（アシスタント）
- 山田くんとLv999の恋をする（女性）
- BanG Dream! It's MyGO!!!!!（クラスメイトA、友人D）
- MFゴースト（2023年 - 2024年、女性係員、女性B、女性店員、観客B、女性客） - 2シリーズ
- 絆のアリル（サラ）

2024年
- 真の仲間じゃないと勇者のパーティーを追い出されたので、辺境でスローライフすることにしました2nd（子供）
- ポケットモンスター（2024年 - 2025年、トレーナー、ボッコ）
- シンカリオン チェンジ ザ ワールド（女子A、ガンマの同級生）
- 恋は双子で割り切れない（女子生徒）
- 2.5次元の誘惑（コスプレイヤーB）
- 株式会社マジルミエ（店員B、客A）
- ハミダシクリエイティブ（客C、生徒会役員A）
- トリリオンゲーム（キャバ嬢）

2025年
- ハニーレモンソーダ（女子生徒）
- ウマ娘 シンデレラグレイ（ルナスワロー、サウスヒロイン、店員、ウマ娘）
- かくして!マキナさん!!（まみみ）
- 紫雲寺家の子供たち（女子生徒A）
- 日々は過ぎれど飯うまし（女子大生）
- ヴィジランテ-僕のヒーローアカデミア ILLEGALS-（チアガール、とっとこシスターズ）
- 帝乃三姉妹は案外、チョロい。（才華学園生徒）
- 瑠璃の宝石（保育士）

### 劇場アニメ
- 僕のヒーローアカデミア THE MOVIE ヒーローズ:ライジング（2019年、女の子）
- 劇場版ポケットモンスター ココ（2020年、タネボー）
- 僕のヒーローアカデミア THE MOVIE ワールド ヒーローズ ミッション（2021年、ララ・ソウル）
- 劇場版マクロスΔ 絶対LIVE!!!!!!（2021年）
- 劇場短編マクロスF 〜時の迷宮〜（2021年）
- 劇場版ウマ娘プリティーダービー 新時代の扉（2024年、ガヤのみなさん）

### Webアニメ
- POKÉTOON（2021年、子供[6]、フワンテ[7]） - 2作品[一覧 5]
- Pokémon Evolutions（2021年、ココガラ、ほしぐも、デデンネ、トウコ、ポッチャマ、ハルカ 他）
- 雪ほどきし二藍（2022年、子ども 他）
- PLUTO[8]（2023年、ブランドの子供）
- ツイヤバ（2023年、女生徒B）

### ゲーム
- クラッシュフィーバー（2020年、麒麟[9]）
- ポケモンマスターズEX（2023年、キリカ〈ふりそで〉[10]）
- けものフレンズ3（2024年、アラスカラッコ）
- とある魔術の禁書目録 幻想収束（2024年、杠林檎）
- ウマ娘 プリティーダービー（2025年、グランアレグリア[11]）
- ORE'N（2025年、NEO陰陽学徒ビビ[12]）

### ドラマCD
- SK∞ エスケーエイト「シンデレキ」

## ディスコグラフィ

### キャラクターソング
| 発売日 | 商品名                                    | 歌     | 楽曲               | 備考                                      |
| 2025年 | 2025年                                    | 2025年 | 2025年             | 2025年                                    |
| ------ | ----------------------------------------- | ------ | ------------------ | ----------------------------------------- |
| 3月5日 | ウマ娘 プリティーダービー WINNING LIVE 24 | ウマ娘 | 「STARTING FORCE」 | ゲーム『ウマ娘 プリティーダービー』関連曲 |
| 3月5日 | ウマ娘 プリティーダービー WINNING LIVE 24 | ウマ娘 | 「うまぴょい伝説」 | ゲーム『ウマ娘 プリティーダービー』関連曲 |

### その他参加作品
| 発売日        | 商品名                                                                     | 歌 | 楽曲                         | 備考                                                     |
| ------------- | -------------------------------------------------------------------------- | --- | ---------------------------- | -------------------------------------------------------- |
| 2024年5月24日 | 劇場版『ウマ娘 プリティーダービー 新時代の扉』オリジナル・サウンドトラック | ジャングルポケット（藤本侑里）、アグネスタキオン（上坂すみれ）、マンハッタンカフェ（小倉唯）、ダンツフレーム（福嶋晴菜） / ガヤのみなさん | 「Ready!! Steady!! Derby!!」 | 劇場アニメ『ウマ娘 プリティーダービー 新時代の扉』主題歌 |

### シリーズ一覧
1. ↑  第1シリーズ（2020年）、第2シリーズ（2021年）、第3シリーズ（2022年）
2. ↑  第5期（2021年）、第6期（2023年）、第7期（2024年）
3. ↑  第1クール（2023年）、第2クール（2024年）
4. ↑  1st Season（2023年）、2nd Season（2024年）
5. ↑  「ユメノツボミ」「ゲンガーになっちゃった!?」

### 初出話一覧
1. 1 2  第20話初出
2. 1 2 3 4 5 6 7  第1話初出
3. 1 2  第3話初出
4. 1 2  第4話初出
5. 1 2 3  第6話初出
6. ↑  第36話初出
7. ↑  第53話初出
8. ↑  第15話初出
9. ↑  第11話初出
10. 1 2 3  第8話初出
11. ↑  第9話初出
12. 1 2  第7話初出
13. 1 2 3  第2話初出
14. ↑  第13話初出

### ユニットメンバー
1. ↑  ゴールドシップ（上田瞳）、ナカヤマフェスタ（下地紫野）、デアリングタクト（羊宮妃那）、ラインクラフト（小島菜々恵）、デアリングハート（希水しお）、フサイチパンドラ（佳原萌枝）、オルフェーヴル（日笠陽子）、ドリームジャーニー（吉岡茉祐）、フェノーメノ（日比優理香）、ブラストワンピース（紫月杏朱彩）、アーモンドアイ（石原夏織）、ラッキーライラック（中島由貴）、グランアレグリア（夏目妃菜）、ラヴズオンリーユー（久保田未夢）、クロノジェネシス（真名瀬日和）、カレンブーケドール（小田杏樹）
2. ↑  ゴールドシップ（上田瞳）、ナカヤマフェスタ（下地紫野）、ミスターシービー（天海由梨奈）、デアリングタクト（羊宮妃那）、ラインクラフト（小島菜々恵）、デアリングハート（希水しお）、フサイチパンドラ（佳原萌枝）、オルフェーヴル（日笠陽子）、ドリームジャーニー（吉岡茉祐）、フェノーメノ（日比優理香）、ブラストワンピース（紫月杏朱彩）、アーモンドアイ（石原夏織）、ラッキーライラック（中島由貴）、グランアレグリア（夏目妃菜）、ラヴズオンリーユー（久保田未夢）、クロノジェネシス（真名瀬日和）、カレンブーケドール（小田杏樹）
3. ↑  伊藤さよ子、大平寛子、岩戸華帆、琴宮歩夢、夏目妃菜